# 触角式銅剣

触角式銅剣の分布

触角式銅剣（しょっかくしきどうけん）は、青銅器の一種である。
朝鮮半島や日本列島、満洲にかけて出土している有柄式銅剣。最古の品は吉林省で出土、初期はオルドス青銅器文化の影響を受け、後に琵琶形銅剣や細形銅剣の影響を受けて成立した。
1912年頃から1940年代にかけて平壌、対馬、九州で発見され、1950年代から2020年にかけて日中韓で出土が相次ぎ、総数は2020年の時点で約40例がある。触角はハルシュタット式、動物はオルドス式、刃部は遼寧式、細形銅剣の影響を受けており、鳥を模した形状の柄頭を装着する。
1912年頃、佐賀県唐津市柏崎では雙鳥形触角式銅剣が出土している。また、対馬のサカドウ遺跡、タカマツノダン遺跡でもそれぞれ1953年、1954年に出土している。2013年に滋賀県高島市の上御殿遺跡で柄頭に一対の環を持つ短剣の鋳型が見つかり、触角式銅剣との関連性が注目されている。